# معادلة xʸ=yˣ
عموما، المعادلات الأسية عمليات غير تبادلية. ولكن تعتبر معادلة xʸ=yˣ حالة خاصة، عندما تكون {\displaystyle x=2,y=4}.

## التاريخ

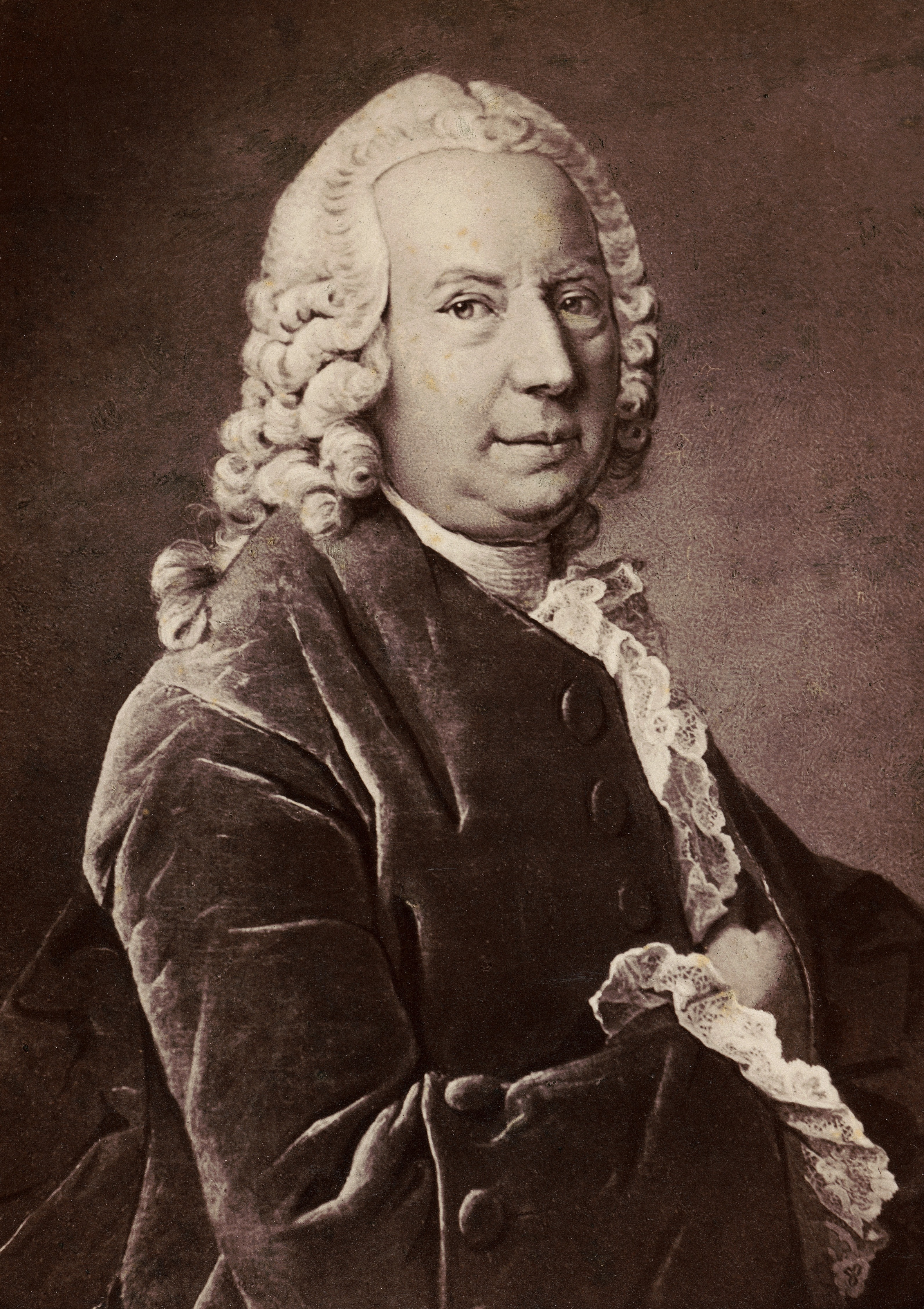
دانييل برنولي

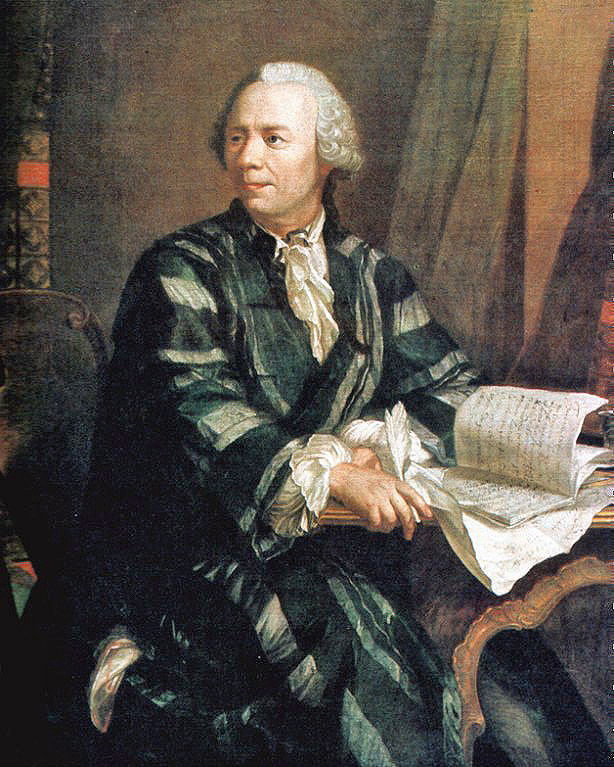
ليونهارت أويلر

تم ذكر معادلة {\displaystyle x^{y}=y^{x}} لأول مرة في رسالة دانييل برنولي إلى كريستيان غولدباخ يوم 29 يونيو 1728. ذكر فيها أن {\displaystyle x\neq y} إلا في حالة {\displaystyle (2,4)} و {\displaystyle (4,2)}، على الرغم من أن هناك العديد من الحلول غير المتناهية.

جاء الرد من كريستيان غولدباخ في 31 يناير 1729، ذكر فيها الصيغة العامة لحل هذه المعادلة:
{\displaystyle y=vx}
وهي صيغة مشابهه لما ذكره ليونهارت أويلر.
أشار فان هينجيل (J. van Hengel) أنه إذا كان {\displaystyle r,n} أعداد صحيحة موجبة. بحيث تكون {\displaystyle r\geqslant 3} أو {\displaystyle n\geqslant 3}. يكون

{\displaystyle r^{r+n}>(r+n)^{r}}
وهذا كافي لاعتبار {\displaystyle x=1} و {\displaystyle x=2} في محاولة لإيجاد حل المعادلة.
تم ذكر المشكلة في العديد من الأوراق البحثية والمنشورات. ففي عام 1960 تم ذكر المعادلة في منافسة ويل وليام بوتنام الرياضية.

## حلول حقيقة موجبة
يوجد العديد من الحلول إذا كانت المعادلة بالشكل التالي:
{\displaystyle x=y}
ولكن لحل معادلة {\displaystyle x^{y}=y^{x}}، يجب اعتبار أن {\displaystyle x\neq y}. وأن {\displaystyle y=vx}.
وبذلك يكون
{\displaystyle (vx)^{x}=x^{vx}=(x^{v})^{x}}.
بأخذ {\displaystyle {\tfrac {1}{x}}} أسا لكا الطرفين، ثم القسمة على {\displaystyle x}
{\displaystyle v=x^{v-1}}.
يكون حل المعادلة على الشكل التالي :
{\displaystyle x=v^{\frac {1}{v-1}}},
{\displaystyle y=v^{\frac {v}{v-1}}}.
بأخذ {\displaystyle v=2} أو {\displaystyle v={\tfrac {1}{2}}}، يكون الحل الصحيح الموجب للمعادلة هو: 
{\displaystyle 4^{2}=2^{4}}.